# Campeonato Mundial de Atletismo Sub-20 de 2018 - 3000 m com obstáculos masculino
A prova dos 3000 metros com obstáculos masculino do Campeonato Mundial Sub-20 de Atletismo de 2018 ocorreu entre os dias 12 e 15 de julho no Estádio de Tampere  em Tampere, na Finlândia. 

## Recordes
Antes desta competição, os recordes mundiais e do campeonato nesta prova eram os seguintes:
|     | Nome                | Nacionalidade | Tempo   | Local     | Data                 |
| --- | ------------------- | ------------- | ------- | --------- | -------------------- |
| WJR | Saif Saaeed Shaheen | Quênia        | 7:58.66 | Bruxelas  | 24 de agosto de 2001 |
| CR  | Conseslus Kipruto   | Quênia        | 8:06.10 | Barcelona | 15 de julho de 2012  |
| WJL | Albert Chemutai     | Uganda        | 8:17.17 | Roma      | 21 de maio de 2018   |

## Medalhistas
| Ouro                | Prata                       | Bronze            |
| Takele Nigate (ETH) | Leonard Kipkemoi Bett (KEN) | Getnet Wale (ETH) |

## Cronograma
Todos os horários são locais (UTC+2).
| Data        | Hora  | Evento  |
| ----------- | ----- | ------- |
| 12 de julho | 10:00 | Bateria |
| 15 de julho | 13:45 | Final   |

## Resultados

### Bateria
Qualificação: Os 5 primeiros de cada bateria (Q) e os 5 tempos mais rápidos (q). 
| Posição | Bateria | Atleta                | Nacionalidade  | Tempo   | Notas           |
| ------- | ------- | --------------------- | -------------- | ------- | --------------- |
| 1       | 2       | Getnet Wale           | Etiópia        | 8:39.15 | Q               |
| 2       | 2       | Leonard Kipkemoi Bett | Quénia         | 8:39.30 | Q               |
| 3       | 1       | Albert Chemutai       | Uganda         | 8:49.47 | Q               |
| 4       | 2       | Trung Cuong Nguyen    | Vietname       | 8:51.16 | Q, NJR          |
| 5       | 1       | Takele Nigate         | Etiópia        | 8:51.17 | Q               |
| 6       | 2       | Denis Cherotich       | Uganda         | 8:51.56 | Q,              |
| 7       | 2       | Tim Van de Velde      | Bélgica        | 8:52.78 | Q               |
| 8       | 2       | Takumi Yoshida        | Japão          | 8:56.64 | q               |
| 9       | 1       | Mohamed Er Rachdi     | Marrocos       | 8:58.95 | Q               |
| 10      | 1       | Nikolaos Sakis        | Grécia         | 8:59.58 | Q,              |
| 11      | 2       | Stefan Schmid         | Áustria        | 9:01.91 | q               |
| 12      | 2       | David Foller          | Chéquia        | 9:02.45 | q,              |
| 13      | 1       | Murat Yalçinkaya      | Turquia        | 9:02.80 | Q               |
| 14      | 1       | Alex Drover           | Canadá         | 9:02.97 | q,              |
| 15      | 1       | Giovanni Gatto        | Itália         | 9:03.21 | q               |
| 16      | 1       | Aziz Jdai             | Tunísia        | 9:03.61 | Recorde pessoal |
| 17      | 2       | Saba Khvichava        | Geórgia        | 9:07.73 |                 |
| 18      | 2       | Marcel Scheele        | Canadá         | 9:09.60 |                 |
| 19      | 1       | Kosei Hitomi          | Japão          | 9:11.99 | Recorde pessoal |
| 20      | 2       | Wilho Hautala         | Finlândia      | 9:12.42 | Recorde pessoal |
| 21      | 2       | Hunter Boyer          | Estados Unidos | 9:13.74 |                 |
| 22      | 1       | Velten Schneider      | Alemanha       | 9:14.74 |                 |
| 23      | 2       | Ibrahim Oussaa        | França         | 9:16.79 |                 |
| 24      | 1       | Timothée Mischler     | França         | 9:25.18 |                 |
| 25      | 1       | Alejandro Ortuño      | Espanha        | 9:28.46 |                 |
| 26      | 1       | Edwar Condori         | Peru           | 9:36.08 |                 |
| 27      | 1       | Nahuel Carabaña       | Andorra        | 9:37.30 |                 |
| 28      | 2       | Carlos Muñoz          | Espanha        | 9:41.66 |                 |
|         | 1       | Mohamed Amine Drabli  | Argélia        | DNF     |                 |
|         | 2       | Oussama Bassi         | Argélia        | DSQ     |                 |

### Final
A prova final foi realizada no dia 15 de julho às 13:45. 
| Posição           | Atleta                | Nacionalidade | Tempo   | Notas                |
| ----------------- | --------------------- | ------------- | ------- | -------------------- |
| Medalha de ouro   | Takele Nigate         | Etiópia       | 8:25.35 | Recorde da temporada |
| Medalha de prata  | Leonard Kipkemoi Bett | Quénia        | 8:25.39 |                      |
| Medalha de bronze | Getnet Wale           | Etiópia       | 8:26.16 | Recorde da temporada |
| 4                 | Albert Chemutai       | Uganda        | 8:28.63 |                      |
| 5                 | Takumi Yoshida        | Japão         | 8:50.99 | Recorde pessoal      |
| 6                 | Giovanni Gatto        | Itália        | 8:52.09 | Recorde pessoal      |
| 7                 | Mohamed Er Rachdi     | Marrocos      | 8:57.21 |                      |
| 8                 | Tim Van de Velde      | Bélgica       | 9:02.03 |                      |
| 9                 | Stefan Schmid         | Áustria       | 9:02.20 |                      |
| 10                | Nikolaos Sakis        | Grécia        | 9:02.45 |                      |
| 11                | Trung Cuong Nguyen    | Vietname      | 9:04.38 |                      |
| 12                | Alex Drover           | Canadá        | 9:10.16 |                      |
| 13                | David Foller          | Chéquia       | 9:17.99 |                      |
| 14                | Murat Yalçinkaya      | Turquia       | 9:18.03 |                      |
|                   | Denis Cherotich       | Uganda        | DNF     |                      |

Legenda
| Recorde mundial       | Recorde mundial (World record)               |                       | Recorde africano                      | Recorde africano (African) |                                           | Q | Classificado por posição (Qualified) |
| Recorde do campeonato | Recorde do campeonato (Championship record)  | Recorde da América    | Recorde da América (Americas)         | q                          | Classificado por melhor tempo (Qualified) |   |                                      |
| Melhor marca do ano   | Melhor marca do ano (World leading)          | Recorde asiático      | Recorde asiático (Asian)              | DNS                        | Não largou (Did not start)                |   |                                      |
| Recorde nacional      | Recorde nacional (National record)           | Recorde europeu       | Recorde europeu (European)            | DNF                        | Não terminou (Did not finish)             |   |                                      |
| Recorde pessoal       | Recorde pessoal do atleta (Personal best)    | Recorde da Oceania    | Recorde da Oceania (Oceania)          | DSQ / DQ                   | Desclassificado (Disqualified)            |   |                                      |
| Recorde da temporada  | Recorde da temporada do atleta (Season best) | Recorde sul-americano | Recorde sul-americano (South America) | NM                         | Sem marca (No mark)                       |   |                                      |